# Кельнарова
Кельнарова (пол. Kielnarowa) — село на Закерзонні в Польщі, у гміні Тичин Ряшівського повіту Підкарпатського воєводства.
Населення — 1740 осіб (2011).

## Історія
За податковим реєстром 1589 р. село входило до Тичинської округи Перемишльської землі Руського воєводства, у селі було 6 і 1/2 лану (коло 160 га) оброблюваної землі, 4 загородники і 3 коморники без тяглової худоби.
У 1831 р. в селі було 3 греко-католики, які належали до парафії Залісє Каньчуцького деканату Перемишльської єпархії. На той час унаслідок півтисячоліття латинізації та полонізації українці лівобережного Надсяння опинилися в меншості. Востаннє українці фіксуються в селі в шематизмі 1849 р. і в наступному шематизмі (1868 р.) згадка про Кельнарову вже відсутня.
Відповідно до «Географічного словника Королівства Польського» в 1883 р. Кельнарова знаходилась у Ланцутському повіті Королівства Галичини і Володимирії, було 1117 мешканців у селі та 92 на землях фільварку.
У міжвоєнний період село входило до ґміни Тичин Ряшівського повіту Львівського воєводства.
У 1975-1998 роках село належало до Ряшівського воєводства.

## Демографія
Демографічна структура станом на 31 березня 2011 року:
|          | Загалом | Допрацездатний вік | Працездатний вік | Постпрацездатний вік |
| -------- | ------- | ------------------ | ---------------- | -------------------- |
| Чоловіки | 886     | 203                | 579              | 104                  |
| Жінки    | 854     | 162                | 496              | 196                  |
| Разом    | 1740    | 365                | 1075             | 300                  |